# Издательство «Плон» и другие против Пьера Гюго и других
Дело Плон и другие против Пьера Гюго и других (фр. Sociétié Plon et autres v. Pierre Hugo et autres) — 04-15.543 решение № 125 (от 30 января 2007) — решение Первой Гражданской палаты Кассационного суда (Высокий суд Франции), который постановил, что сделанная Франсуа Сереза (фр. François Cérésa; журналист и писатель, работающий в французских изданиях Le Nouvel Observateur и Le Figaro) адаптация или сиквел «Отверженных» сами по себе не нарушают моральное право автора романа Виктора Гюго. Личные неимущественные права возникли во Франции, это ограничивает сферу этого права и расширяют общественное достояние в законодательстве Франции об авторском праве. Это решение было отклонено и возвращено в судом низшей инстанции в Апелляционный суд Парижа (фр. Cour d'appel de Paris), который объявил символический штраф в 1 евро, заявив, что сиквел никогда не может дополнить такое великое произведение, как «Отверженные».

## Предпосылки дела
Сереза написал книги «Козетта, или время иллюзий» (фр. «Cosette ou le temps des illusions») и «Мариус, или Беглец» (фр. «Marius ou le Fugitif») в 2001 году, через 136 лет после смерти Виктора Гюго, и через 149 лет после оригинальной публикации «Отверженных». В то время как предполагаемый срок авторских прав истёк, оставался вопрос о том, что наследники Гюго владели моральными правами (по французским законам «моральные права», в отличие от авторских, истекающих через 70 лет после смерти создателя произведения, не имеют срока давности и передаются по наследству).
Сразу после того как стало известно, что роман готовится к печати, праправнук Виктора ювелир Пьер Гюго стал рассылать письма с протестом против публикации, написав в том числе и президенту Жаку Шираку. Роман был издан, и дело было возбуждено Пьером Гюго (наследники способны владеть моральными правами в соответствии с французским законодательством) и Обществом литераторов Франции (фр. Société des gens de lettres) жалобой на нарушение прав Пьера Гюго издательством Плон (выпустившего обе книги) и их автором Сереза. Пьер требовал запретить публикацию и взыскать штраф в 675 000 евро (около 750 000 долларов США) за разрушение целостности литературного наследия своего прапрадеда. Гюго оценил возмещение ущерба Сереза назвал потомков Гюго «интеллектуальными террористами».
Моральное право, кодифицированное во французском праве в соответствии со статьей L111-1 кода интеллектуальной собственности, обеспечивает для нерыночных прав исковую силу против всех авторов. В то время как термин экономического права автора во Франции был относительно урегулирован, конфликт в этом случае был в продолжительности неимущественных прав, которая при буквальном чтении статьи L121-7-1 была не определена.
В ходе судебного процесса, Пьер Гюго, пытаясь определить своё требование с точки зрения непрофессионала, заявил: «Я не возражаю против адаптации и многие из них очень хороши, но эта книга не является адаптацией. Я прочитал её, и она неплохо написана, но издатели использовали имя Виктора Гюго и название „Отверженные“ как коммерческую эксплуатацию… Это не имеет ничего общего с литературой, они просто пытаются делать деньги».

## Решение суда
Первый иск был отклонён судом на основании того, что Пьер не предоставил документов о родстве. Апелляция, состоявшаяся в 2004 году, была успешной: судья признал, что авторские права могут передаваться по наследству, и что Виктор Гюго не принял бы предложение о написании продолжения сторонним автором. Издателям сиквелов было предписано выплатить символический евро.
19 декабря 2008 года Парижский апелляционный суд окончательно разрешил публиковать современные адаптации, сиквелы и приквелы романа Виктора Гюго «Отверженные». По словам адвоката издательства, наследникам Гюго придётся выплатить ответчикам 10 тысяч евро в качестве компенсации ущерба.

## Последствия
Учёные считают, что это дело расширит возможности французских судов для расследования моральных прав для любой производной работы, так или иначе находящегося в общественном достоянии. Тем не менее, решение помогает писателям, режиссёрам и драматургам в том, что оно служит для защиты общественного достояния.